# Schleinitz-Gebirge
Das Schleinitz-Gebirge ist eine Bergkette im nördlichen und mittleren Teil der Insel Neuirland, Papua-Neuguinea. Die höchste Erhebung des Gebirges beträgt 1481 m. Das Schleinitz-Gebirge ist mit dichtem tropischem Regenwald bedeckt. An der Südwestküste steigt der Gebirgszug steil an. Die höchsten Berge befinden sich nur ca. 4 km von der Küstenlinie entfernt. Die Landschaft fällt stufenweise in Richtung Nordostküste ab, an der es Ebenen mit Mangrovensümpfen gibt. Wie andere Bergketten in Papua-Neuguinea ist es Heimat für eine Vielzahl seltener Spezies aus Flora und Fauna. 
Das Schleinitz-Gebirge wurde nach dem deutschen Vizeadmiral und  ersten Landeshauptmann der Neuguinea-Kompanie in der späteren deutschen Kolonie Deutsch-Neuguinea, Georg von Schleinitz benannt.